# زنبق زهرمار
زنبق زهرمار (نام علمی: Iris anguifuga) نام یک گونه از سرده زنبق است.